# Trzebiatów
Trzebiatów là một thị trấn thuộc huyện Gryficki, tỉnh Zachodniopomorskie ở tây-bắc Ba Lan. Thị trấn có diện tích 10 km². Đến ngày 1 tháng 1 năm 2011, dân số của thị trấn là 10131 người và mật độ 988 người/km².